# Пари, Жорж де
Жорж де Пари́ (фр. Georges de Paris, имя при рождении Гео́ргиос Христо́пулос (греч. Γεώργιος Χριστόπουλος, англ. Georgios Christopoulos); 24 или 28 сентября 1934, Каламата, Пелопоннес, Королевство Греция — 13 сентября 2015, Арлингтон, Виргиния, США) — американский портной греческого происхождения. Бывший однажды бездомным, в итоге открыл собственное швейное ателье «Georges de Paris Custom Tailor» недалеко от Белого дома в Вашингтоне (округ Колумбия) и стал известен как неофициальный «портной президентов», на протяжении пятидесяти лет шивший костюмы для президентов США от Линдона Джонсона до Барака Обамы. Клиентами де Пари, кроме сотен чиновников из Белого дома, были также Кофи Аннан и Майкл Блумберг.

## Биография
Родился 24 или 28 сентября 1934 года в Каламате (Пелопоннес, Королевство Греция) в обедневшей семье земледельца.
В возрасте 12 лет начал учиться на портного, а позднее в течение года служил в Греческом военно-морском флоте.
В начале 1950-х годов переехал в Марсель (Франция), где продолжил освоение ремесла и работал портным. Также учился шитью одежды в Германии.
По рассказам Христопулоса, в конце 1950-х годов он через переписку познакомился с жившей в Вашингтоне (округ Колумбия, США) американкой французского происхождения, похожей на Брижит Бардо, которая в конечном счёте пригласила его в Америку, чтобы вместе работать и пожениться. В 1960 году, имея в кармане 4 000 долларов, он отправился в США к своей будущей супруге. Увидев, что молодая женщина сильно отличается от знаменитой француженки, и прожив с ней некоторое время, Христопулос отказался жениться, чем разрушил их отношения. Выгнав Христопулоса из дома, она не вернула ему деньги, которые он положил на её банковский счёт.
В действительности, однако, это была выдуманная им самим история, не соответствовавшая действительности. В реальности он познакомился с американкой в Марселе (при личной встрече, а не посредством переписки) и переехал с ней в Вашингтон. Когда отношения закончились, Христопулос оказался на улице.
Оставшись без финансовых средств к существованию и крыши над головой, к тому же не владея английским языком, Христопулос вынужден был стать тряпичником, в течение шести месяцев спать в городских парках недалеко от Белого дома и, как рассказывали, мыться в реке Потомак.
Спустя полгода женщина, которую он встретил в магазине одежды «Bond Stores», помогла Христопулосу устроиться работать закройщиком у франкоканадского портного за 70 долларов в месяц. Он арендовал небольшую комнату и накопил деньги, на которые приобрёл швейную машину, а через несколько месяцев открыл собственное ателье по пошиву костюмов возле Белого дома.
Познакомившись в одном из ресторанов с конгрессменом от Луизианы Отто Пассманом, который стал заказывать у него костюмы, Христопулос перебрался поближе к Белому дому. Удовлетворённый работой портного, законодатель представил его Линдону Джонсону, тогда вице-президенту США. Последний продолжил пользоваться услугами Христопулоса и после убийства Джона Кеннеди в ноябре 1963 года, когда он занял пост президента США.
В это время Христопулос взял профессиональный псевдоним Жорж де Пари и начал называть себя французом, придумав раннюю биографию, включая, в том числе, то, что родился в зажиточной семье в Марселе, был посланником французского Сопротивления во время Второй мировой войны, а его отца, судью по профессии, застрелили у него глазах.
В 1969 году получил гражданство США.
Так как американцев привлекало всё французское, вскоре де Пари приобрёл славу, а его клиентами были высокопоставленные чиновники и известные бизнесмены, в том числе все политики, последовательно занимавшие пост президента США, включая Барака Обаму.
В 2010 году де Пари в разговоре с Домиником Стросс-Каном, главой Международного валютного фонда, пытавшегося выдвигать свою кандидатуру на пост президента Франции, а позднее замешанного в сексуальном скандале, сказал ему, что, если он наденет его костюм, то выиграет выборы.
Являлся постоянным посетителем исторического ресторана «Old Ebbitt Grill», где обычно ел в последние 20 лет своей жизни.
В 2013 году у де Пари была диагностирована опухоль головного мозга, однако он продолжал работать в своём ателье вплоть до июля 2015 года, не желая, чтобы люди знали о его болезни.
Умер 13 сентября 2015 года в хосписе в Арлингтоне (Виргиния) на 80 году жизни. По собственному желанию де Пари был похоронен в Каламате, где родился.

## Личная жизнь
Никогда не был женат и не имел детей.
Сестра де Пари проживает в Греции.